# 双流机场2航站楼东站
双流机场2航站楼东站位于中国四川省成都市双流区双流国际机场，是成都地铁19号线和30号线的一座车站，2023年11月28日随19号线的开通而启用，预计30号线车站于2025年开通。

## 车站概况
本站规划时预想作为双流机场2航站楼站的一部分，与10号线站内换乘。后由于19号线和30号线新建部分与10号线车站之间的换乘通道需在成貴客運專線双流机场站施工，成都轨道交通集团与成都铁路局商议未果，站内换乘通道取消建设，19号线和30号线车站从双流机场2航站楼站中独立，命名为“双流机场2航站楼东站”，19、30号线与10号线需出站换乘。

## 车站结构
19号线车站位于双流国际机场2航站楼前地面停车场地下，呈东北-西南走向，靠近国铁双流机场站平行布置，为地下三层岛式站台车站，结构总长739米。
30号线车站位于双流国际机场2航站楼前地面停车场地下，自东南侧引入，靠近19号线车站平行布置，为地下二层侧式站台车站，站前设双停车线，站后设置单渡线，车站总长571.1米，标准段总宽23.75米，埋深约17.83米。
| 地面                             | 0          | C·D出入口 |
| 地下一层                         | 站厅       | 往 、自助购票、客服中心、卫生间、哺乳室 |
| 地下三层                         | 19号线站台 | \| \| \| 19号线直达车下客站台 \| \| \| \| 19号线普通车往金星（龙桥路） \| \| 島式 · 開左邊车门 · 无障碍卫生间 \| \| \| \| \| \| 19号线普通车往天府机场北[註 1]（龙港） \| \| \| \| 19号线直达车往天府机场1号2号航站楼[註 1]（终点站） \| |
|                                  |            | 19号线直达车下客站台 |
|                                  |            | 19号线普通车往金星（龙桥路） |
| 島式 · 開左邊车门 · 无障碍卫生间 |            | |
|                                  |            | 19号线普通车往天府机场北（龙港） |
|                                  |            | 19号线直达车往天府机场1号2号航站楼（终点站） |

## 出入口

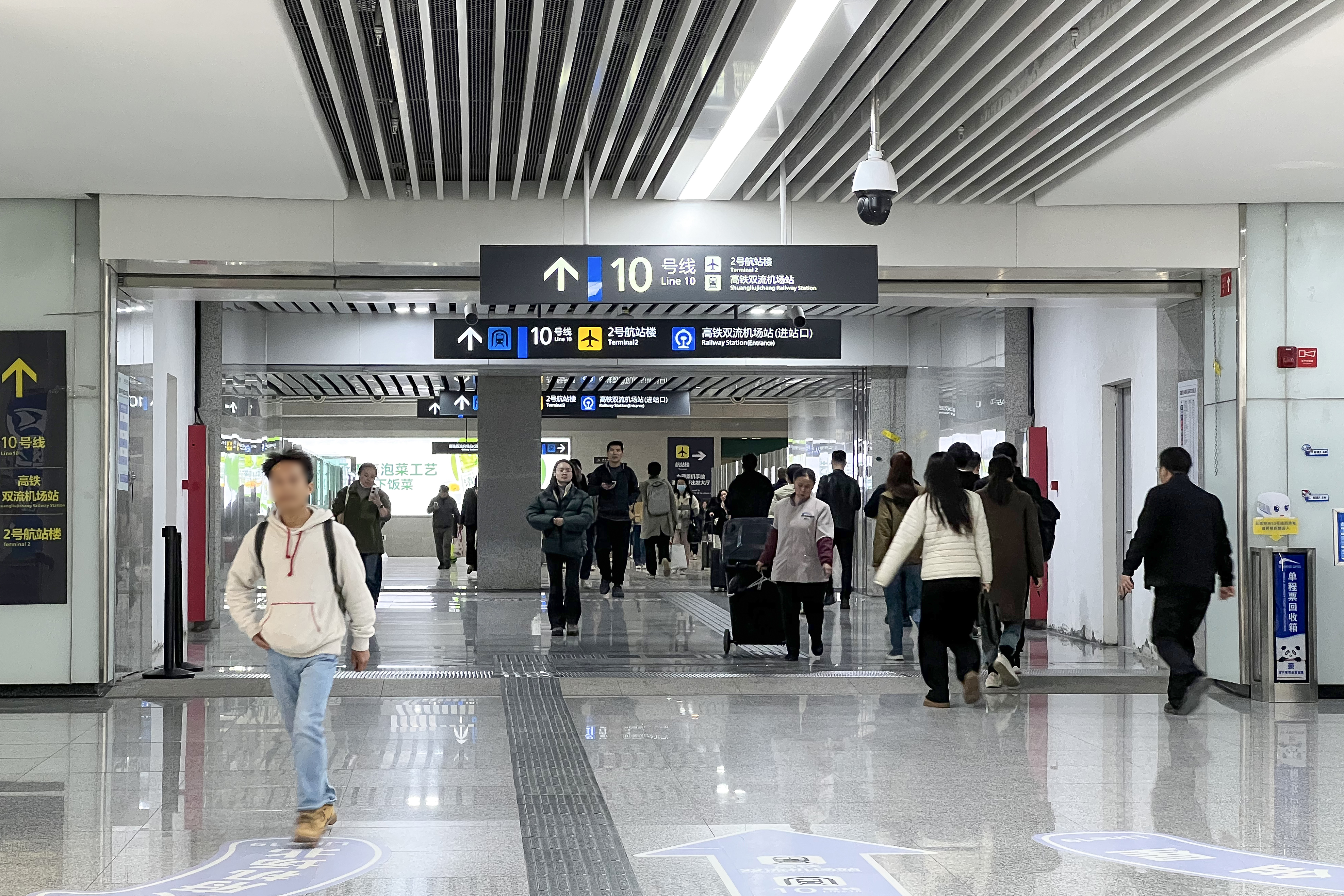
19号线站厅通往国铁双流机场站的通道

本站目前开放2个出入口，站厅层另设有通往地面的无障碍电梯和前往国铁双流机场站站厅的通道（可去往10号线双流机场2航站楼站和成都双流国际机场二号航站楼）。
| 编号     | 设施       | 指示                   | 照片 |
| -------- | ---------- | ---------------------- | ---- |
|          |            | 机场东三路、机场南二路 |      |
| 出口 · D |            | 机场东一路、机场南二路 |      |
|          | 无障碍电梯 |                        |      |

## 直达列车
本提供往来此站与天府机场1号2号航站楼站之间的直达列车服务，时刻表如下所示：
| 停靠站                     | 第一班         | 第二班         | 第三班         | 第四班         | 第五班         | 第六班         |
| -------------------------- | -------------- | -------------- | -------------- | -------------- | -------------- | -------------- |
| 双流机场2航站楼东 1909     | 06:30          | 11:30          | 13:30          | 15:30          | 21:30          | 22:30          |
| 天府机场 1号2号航站楼 1816 | 07:00 （到达） | 12:00 （到达） | 14:00 （到达） | 16:00 （到达） | 22:00 （到达） | 23:00 （到达） |

## 历史
- 2022年
  - 6月26日，19号线车站主体封顶。[9][10]
  - 12月13日，成都市民政局公示19号线2座车站命名，征求意见。其中将本站由“双流机场2航站楼”拆分命名为“双流机场2航站楼东”车站。[11]
- 2023年
  - 2月7日，成都市民政局发布公告，宣布2座车站公示站名无异议，确定为车站标准名称。[12]
  - 9月11日，30号线车站主体封顶。[13]
  - 11月28日，随19号线二期开通而启用。